# Лысая Гора (Пермский край)
Лысая Гора — деревня в Чернушинском районе Пермского края. Входит в состав Павловского сельского поселения.
Находится примерно в 11 км к востоку от центра города Чернушки.

## История
Основана в 1834 г. чердынцами.

## Население
В 2005 году численность населения составляла 27 человек.
По результатам переписи 2010 года численность населения составила 21 человек, в том числе 13 мужчин и 8 женщин.